# ジミー・デュランテ
ジミー・デュランテ（James Francis Durante、1893年2月10日 - 1980年1月29日）は、アメリカ合衆国の俳優、歌手、コメディアン。

## プロフィール

### 生い立ち
1893年2月10日にニューヨーク州ニューヨーク市のイタリア系アメリカ人の家に生まれ、高校中退後に地元のジャズバンドに入り、ラグタイムピアニストとして活躍し全米的な注目を浴びる。　

### 「デカッ鼻」
その後、1920年代から当時最先端のメディアであったラジオのボードヴィルショーなどに出演し人気を博し、その後映画に進出。バスター・キートンなどと共演し、「デカッ鼻」（"Schnozzola"）のあだ名で人気を博し多数の映画に出演する。
その高い歌唱力と演技力、気さくな人柄が絶大な支持を受け、第二次世界大戦前後もメトロ・ゴールドウィン・メイヤーのミュージカルなどに多数出演し、フランク・シナトラやビング・クロスビー、フレッド・アステアなどと共演した。

### 多方面での活躍
1950年代にはテレビにも進出し、NBCのバラエティ番組『The Big Show』などでエセル・マーマンなどと共演した他、ケロッグ・コーンフレークのテレビCMでお茶の間の人気を博すなど、1970年代まで映画やテレビの第一線で活躍し、1980年1月29日にカリフォルニア州サンタモニカの自宅で肺炎で死去した。

## 出演作

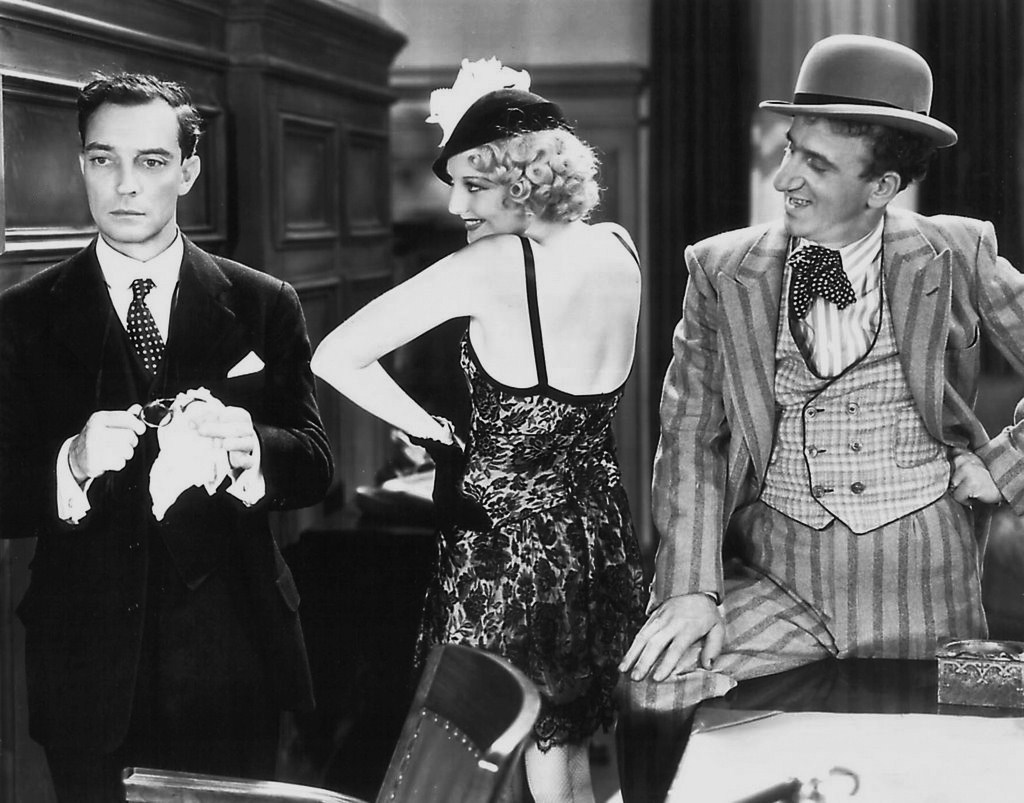
（「キートンの歌劇王」より）（左から）バスター・キートン、セルマ・トッド、デュランテ

- 河宿の夜（1930年）
- キートンの決闘狂（英語版）（1932年）
- キートンの歌劇王（英語版）（1932年）
- キートンの麦酒王（英語版）（1933年）
- 頓馬パルーカ（1934年）
- 姉妹と水兵（1944年）
- 百万人の音楽（1944年） - ※キネマ旬報ベストテン第5位（1947年）
- ジーグフェルド・フォリーズ（1946年）
- 嘘つきお嬢さん（1946年）
- 下町天国（1947年）
- 偉大なルパート（1950年）
- ジャンボ（1962年）
- おかしなおかしなおかしな世界（1963年)）
- ザッツ・エンターテインメント（1974年）

## その他
- 活動的な民主党員としても知られ、1930年代に民主党選出のフランクリン・ルーズベルト大統領が「ニューディール政策」を推進した際には、これを称える戯曲を発表している。
- エド・サリヴァン・ショーにトッポ・ジージョが出演した際、ジミーの鼻の大きさをネタにした発言をする映像が残っている。